# نادي جدة (سيدات)
نادي جدة الرياضي للسيدات، المعروف أيضًا باسم سيدات جدة، هو نادٍ محترف لكرة القدم النسائية مقره في جدة، وهو القسم النسائي من نادي جدة. يشارك الفريق حاليًا في الدوري السعودي الممتاز للسيدات.

## التاريخ
أُسس النادي عام 2023 ليحل محل أكاديمية جدة برايد، حيث ضم معظم لاعباتها وانضم إلى الدوري السعودي الممتاز للسيدات، وهو المستوى الثاني في كرة القدم النسائية السعودية. وُضع الفريق في المجموعة الغربية إلى جانب أندية نجمة جدة، النورس، صحم، ونيوم. تصدر الفريق المجموعة بعد تحقيقه سبعة انتصارات من أصل ثمانية مباريات، وتأهل إلى الأدوار النهائية، لكنه خسر مباراة وتعادل في أخرى، مما أدى إلى عدم صعوده إلى الدوري الممتاز وبقائه في الدرجة الأولى.
شارك النادي في النسخة الافتتاحية من كأس الاتحاد السعودي للسيدات، حيث خسر في دور الـ16 أمام الشباب بنتيجة 8–0.

## اللاعبات والجهاز الفني

### التشكيلة الحالية
آخر تحديث 18 أكتوبر 2024. 
ملاحظة: تشير الأعلام إلى المنتخب بحسب قواعد الأهلية المعتمدة من قبل الفيفا؛ تنطبق بعض الاستثناءات المحدودة. وقد يحمل اللاعبون أكثر من جنسية لا تعترف بها الفيفا.
| الرقم | البلد    | المركز | اللاعب                       |
| ----- | -------- | ------ | ---------------------------- |
| 1     | السعودية | حارس   | بشائر الرقي                  |
| 8     | الجزائر  | وسط    | عبلة بن سنوسي (قائدة الفريق) |
| 14    | غانا     | مدافع  | سيسيليا هاغان                |
| 16    | ألمانيا  | وسط    | إميليا سالفادور              |
| 55    | إنجلترا  | مدافع  | مولي إدواردز                 |

### الطاقم التدريبي
| المنصب              | الاسم        |
| ------------------- | ------------ |
| المدير الفني        | ولي حكمي     |
| مساعد المدرب        | مصطفى آدم    |
| مدرب تطوير اللاعبات | مطير الغامدي |
| مدرب حراس المرمى    | وليد بخش     |
| مدرب اللياقة        | يزيد دلين    |
| المدير الفني        | بندر الثبيتي |
| محلل الأداء         | عمر عبده     |

## وصلات خارجية
- نادي جدة على إنستغرام
- JeddahSC على تويتر.
- نادي جدة في Scorebar
- نادي جدة في BetsApi
- نادي جدة في الاتحاد السعودي لكرة القدم